# Час ноль (роман)
«Час ноль» (англ. Towards Zero, в России также публиковался как «По направлению к нулю», что является дословным переводом оригинального названия) — детективный роман Агаты Кристи, впервые опубликованный издательством Dodd, Mead and Company в июне 1944 года в США, а также издательством Collins Crime Club в июле того же года в Великобритании. Это последний роман Агаты Кристи из серии произведений о суперинтенданте Баттле.

## Сюжет
Пожилая и лишённая чувства юмора леди Трессилиан приглашает в своё поместье Галлз Пойнт гостей на лето. Среди приглашённых — знаменитый теннисист Нэвил Стрендж со своей второй женой. В это же время в поместье гостит и первая жена Нэвила. Из-за такого соседства возникает много неловких ситуаций, но настоящие неприятности начинаются, когда леди Трессилиан убивают во сне. Суперинтендант Баттл, навещающий своего племянника, инспектора Лича, принимается за расследование.

## Персонажи
- Леди Трессилиан — хозяйка дома
- Мэри Олдин — её компаньонка
- Нэвил Стрендж — красавец-теннисист
- Кей Стрендж — его вторая жена
- Одри Стрендж — его первая жена
- Эдвард Латимер — приятель Кей
- Томас Ройд — дальний родственник Одри
- Мистер Тривз — поверенный леди Трессилиан
- Инспектор Джеймс Лич — племянник Баттла
- Суперинтендант Баттл — ведёт расследование совместно с Джеймсом Личем

## Экранизации и иные адаптации
- 1956 год — Агата Кристи адаптировала роман для театральной постановки
- 1995 год — Роман лёг в основу кинофильма «Невинная ложь». Сюжет, имена персонажей и иные детали были значительно изменены, и по решению наследников Агаты Кристи, её имя было исключено из титров[1].
- 2007 год — Роман лёг в основу одного из эпизодов британского сериала «Мисс Марпл», где главную роль сыграла Джеральдин Макьюэн.
- 2007 год — Вышла французская экранизация романа — фильм «Час ноль»[фр.][2].
- 2025 — вышел телесериал «По направлению к нулю».